# Porcupine (Dakota del Norte)
Porcupine es un lugar designado por el censo ubicado en el condado de Sioux en el estado estadounidense de Dakota del Norte. En el censo de 2010 tenía una población de 146 habitantes y una densidad poblacional de 279,06 personas por km².

## Geografía
Porcupine se encuentra ubicado en las coordenadas 46°13′19″N 101°6′0″O / 46.22194, -101.10000. Según la Oficina del Censo de los Estados Unidos, Porcupine tiene una superficie total de 0.52 km², de la cual 0.52 km² corresponden a tierra firme y (0%) 0 km² es agua.

## Demografía
Según el censo de 2010, había 146 personas residiendo en Porcupine. La densidad de población era de 279,06 hab./km². De los 146 habitantes, Porcupine estaba compuesto por el 0% blancos, el 0% eran afroamericanos, el 96.58% eran amerindios, el 0% eran asiáticos, el 0% eran isleños del Pacífico, el 0% eran de otras razas y el 3.42% pertenecían a dos o más razas. Del total de la población el 3.42% eran hispanos o latinos de cualquier raza.